# Вышеславцев, Борис Петрович
Бори́с Петро́вич Вышесла́вцев (3 (15) октября 1877, Москва — 5 октября 1954, Женева) — русский философ, религиозный мыслитель.

## Биография
Родился в дворянской семье присяжного поверенного Московской судебной палаты, Петра Александровича Вышеславцева. Источники указывают различные даты рождения и смерти учёного: большинство их указывает дату рождения — 3 (15) октября 1877; справочник «Золотая книга эмиграции» (М., 1997) — 17.10.1877; «Московские профессора XVIII — начала XX веков» (М., 2006) — 30 октября (11 ноября) 1877.
В 1895 году с отличием окончил 3-ю Московскую гимназию и поступил на юридический факультет Московского университета, который окончил в 1899 году с отличием; ученик П. И. Новгородцева. После окончания университета начал вести адвокатскую практику. В 1902 году он расстался с адвокатурой и «весь сосредоточился на научно-философской работе». Стал членом кружка П. И. Новгородцева, под руководством которого начал готовиться к профессорскому званию в области философии. В 1908 году сдал магистерский экзамен и был командирован за границу, где без перерыва провёл три года, в Марбурге посещал лекции Г. Когена и П. Наторпа, тесно общался с Н. Гартманом, работал в библиотеках Гейдельберга, Рима, Парижа. Затем, с перерывами, жил за границей ещё два года.
По возвращении в Россию Вышеславцев с 1911 года читал лекции по истории философии права в Московском университете; в Коммерческом институте и в университете Шанявского читал общую теорию права, историю политических учений и государственное право.
В 1914 году Вышеславцев защитил магистерскую диссертацию на тему «Этика Фихте. Основы права и нравственности в системе трансцендентальной философии», которая была издана в виде книги. С 1917 года — профессор философии права Московского университета. После революции он участвовал в работе Вольной академии духовной культуры в Москве, где сблизился с Н. А. Бердяевым.

### Эмиграция
Из письма Вышеславцева в Берлин профессору А. С. Ященко, издателю «Новой русской книги» от 5 октября 1922 г.:
Я собираюсь отсюда уехать и слышал, что Вы организуете университет в Берлине. Если да, то имейте меня в виду в первую очередь и берегите для меня кафедру […]. Если это неверно, то напишите, что Вы могли бы для меня устроить и не мог ли бы я существовать писательством. Однако сведения об этом здесь крайне неблагоприятны. […] Жизнь здесь физически оч[ень] поправилась, но нравственно невыносима для людей нашего миросозерцания и наших вкусов. Едва ли в Берлине Вы можете есть икру, осетрину и ветчину и тетерок и пить великолепное удельное вино всех сортов. А мы это можем иногда, хотя и нигде не служу […]. Зарабатывать здесь можно много и тогда жить материально великолепно, но — безвкусно, среди чужой нации, в духовной пустоте, а мерзости нравств[енного] запустения…
В 1922 году Вышеславцев эмигрировал из России в Германию, в Берлин, где до 1924 года преподавал в основанной Н.А. Бердяевым «Религиозно-философской академии», затем вместе с Академией переехал в Париж. В 1927—1943 годах профессор Свято-Сергиевского православного богословского института в Париже, где преподавал историю новой философии и нравственное богословие. Принимал участие в организации издательства YMCA-Press (Париж). С 1925 года — один из редакторов религиозно-философского журнала «Путь».
Разрабатывал проблематику «философии сердца», антропологии, теории культуры. Его книга «Сердце в христианской и индийской мистике» (1929) — первая систематизирующая работа по православному пониманию проблемы.
Знакомство с К. Г. Юнгом привело Вышеславцева к увлечению психоанализом, что отразилось в его главном философском труде «Этика преображенного Эроса. Проблема Закона и Благодати» (1931).
Во время Второй мировой войны Вышеславцев переехал в Германию. Неприятие Вышеславцевым советской власти явилось причиной сотрудничества с нацистскими пропагандистскими органами и публикации в антикоммунистических сборниках. После войны, спасаясь от французского суда, он был вынужден перебраться в Швейцарию.
В 1950-е годы сотрудничал с Народно-трудовым союзом (НТС).
Умер Вышеславцев в Женеве 5 октября 1954 года от «старческого» туберкулёза.

## Сочинения

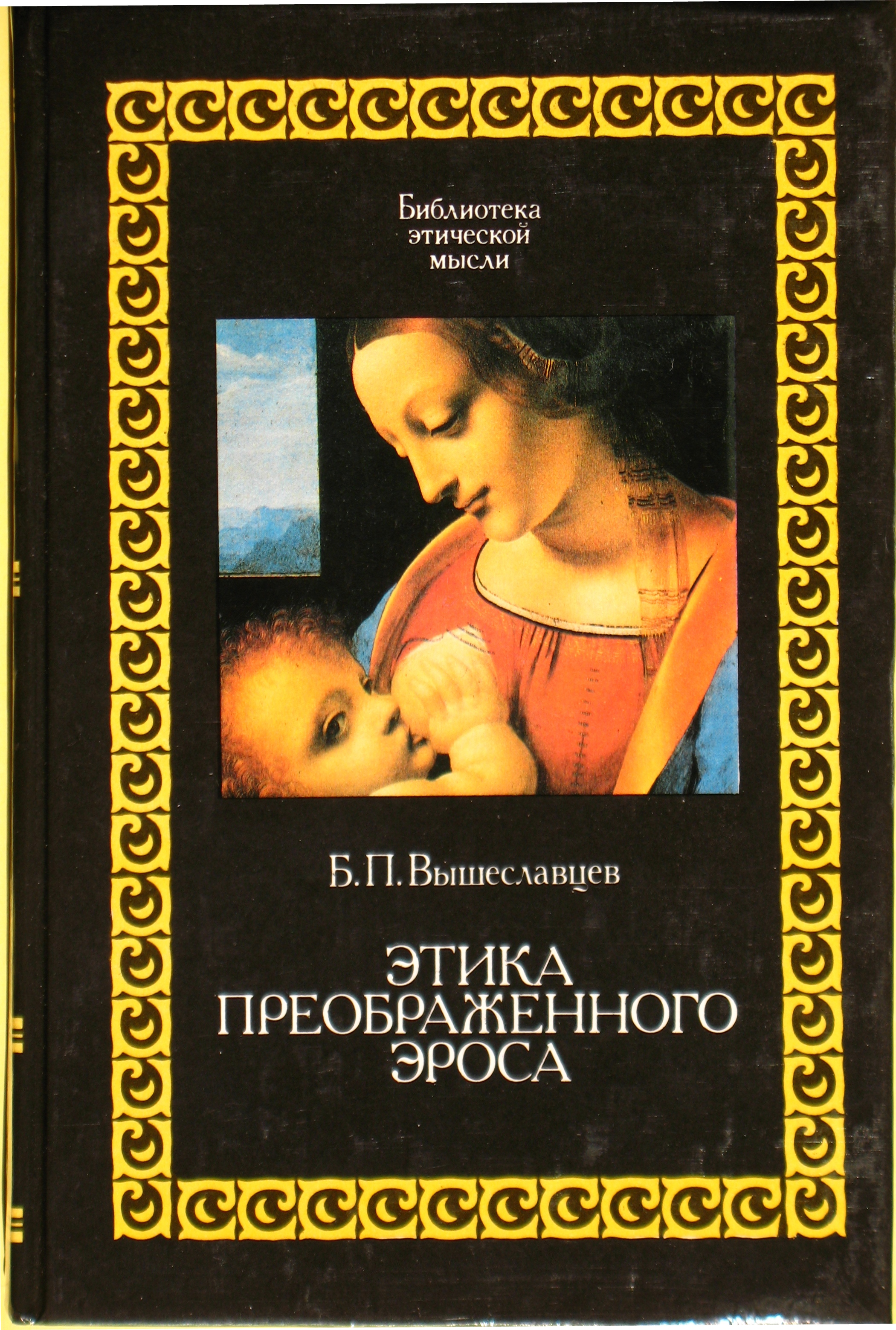
Этика преобр. эроса в серии «Б-ка этической мысли». 1994

книги
- Этика Фихте. Основы права и нравственности в системе трансцендентальной философии. 1914. в форматах PDF и DjVu
- Гарантии прав гражданина. — М., 1917.
- Русская стихия у Достоевского. — Берлин, 1923.
- Религия и безрелигиозность // Проблемы русского религиозного сознания: Сб. ст / Б. П. Вышеславцев, Н. А. Бердяев, Л. П. Карсавин, В. В. Зеньковский, С. Л. Франк, Н. О. Лосский, Н. С. Арсеньев. — Берлин: YMCA-Press, 1924. — С. 7—51. — 389 с.
- Вера, неверие и фанатизм. — Париж-Варшава, 1928. — 30 с.
- Этика преображенного эроса. — Париж, 1931. — Т. I. Проблемы закона и благодати. — 274 с.
- Mouvement de masses. Recherches de psychologie collective. Action et Pensée. Genève. 1940—1943
- Кризис индустриальной культуры. — Нью-Йорк, 1953. — 350 с.
- Вечное в русской философии. — Нью-Йорк, 1955. — 296 с.
- Философская нищета марксизма. — Франкфурт-на-Майне, 1957. Архивировано 2 июля 2006 года. (копия книги);
- Сочинения. — М., 1995. (в книгу вошли работы: «Философская нищета марксизма» и «Кризис индустриальной культуры»).

статьи
- Этика Фихте: Основы права и нравственности в системе трансцендентальной философии // Учёные записки Московского университета: Отдел юридический. — М.: Печ. Снегиревой, 1914. — Вып. 44.
- Значение сердца в религии // Путь. — 1925. — № 1. — С. 79—98.
- Парадоксы коммунизма // Путь. — 1926. — № 3. — С. 110—119.
- Два пути социального движения // Путь. — 1926. — № 4. — С. 127—138.
- Наука о чудесах // Путь. — 1925. — № 5. — С. 123—127.
- Религиозно-аскетическое значение невроза // Путь. — 1925. — № 5. — С. 128—130.
- Балканские впечатления // Путь. — 1927. — № 8. — С. 134—140.
- Трагическая теодицея // Путь. — 1928. — № 9. — С. 14—32.
- Кришнамурти. Завершение теософии // Путь. — 1928. — № 14. — С. 91—107.
- Сердце в христианской и индийской мистике. — Париж, 1929. — 78 с. (см. также: Вопросы философии. — 1990. — № 4);
- Христианство и социальный вопрос. — Париж-Варшава, 1929. (2-е изд. 1962)
- Asketismus. Schelderup 1929 // Путь. — 1930. — № 22. — С. 133—135.
- Внушение и религия // Путь. — 1930. — № 21. — С. 63—75.
- Psychanalise de lArt par Charles Baudouin // Путь. — 1930. — № 22. — С. 135—139.
- Этика сублимации, как преодоление морализма // Путь. — 1930. — № 23. — С. 3—24.
- Orient und Occident // Путь. — 1931. — № 26. — С. 125—127.
- Миф о грехопадении // Путь. — 1932. — № 34. — С. 3—18.
- «Возвышенное» и «высокое» // Вестник РСХД. 1932. — № 10/11.
- Трагизм возвышенного и спекуляция на понижение // Путь. 1932. — № 36.
- Достоевский о любви и бессмертии // Современные записки. — 1932. — № 50. — С. 208—304. Архивировано 6 мая 2014 года.
- Социальный вопрос и ценность демократии // Новый Град. — 1932. — № 2. — С. 39—50.
- О нечувствии и непонимании трагизма (ответ В. Расторгуеву) // Путь. — 1933. — № 38. — С. 82—83.
- С. Троцкий. Христианская философия брака // Путь. — 1933. — № 40. — С. 72—77.
- N. Hartmann. Das Problem des geistigen Seins // Путь. — 1933. — № 39. — С. 82—85.
- Проблема любви в свете современной психологии // Вестник РСХД. 1933. — № 7/8; № 9/10.
- Культура сердца // Вестник РСХД. 1934. — № 1.
- Совершенная любовь // Вестник РСХД. 1934. — № 2.
- Проблема власти // Путь. 1934. — № 42.
- Проблема власти и её религиозный смысл // Путь. — 1934. — № 42. — С. 3—21.
- Georges Gurvitch. L // Путь. — 1934. — № 43. — С. 78—82.
- Образ Божий в существе человека // Путь. — Париж, 1935. — № 49. — С. 48—71.
- Zwei Wege der Erlosung // Eranos-Jahrbuch / Zurich, 1937. — С. 287—329.
- Образ Божий в грехопадении // Путь. — 1938. — № 55. — С. 24—40.
- Богооставленность // Путь. — 1940. — № 61. — С. 15—21.
- Вольность Пушкина // Грани. 1951. — № 13.
- Массовая психология // Грани. 1955. — № 25. — С. 185—195.
- Интуиция и вдохновение // Вестник РСХД. 1955. — № 36. — С. 111—121.
- Русский национальный характер // Вопросы философии. — 1995. — № 6. — С. 112—114. (Доклад, прочитанный на конференции в Риме в 1923 г.)
- Интуиция и вдохновение // Вестник РСХД. — 1955. — № 36. — С. 23—25.
- Тайна детства. Размышления о развитии человеческой личности. Воспоминания о своем детстве // Просветитель. М., 1994. № 1. стр. 121—135.
- [Рец. на:] Франк С. Л. Духовные основы общества: Введение в социальную философию // Альфа и Омега. М., 1998. № 2(16). стр. 191—194.